# Heinrich-Bernhard-Höhle
Die Heinrich-Bernhard-Höhle ist eine nicht touristisch erschlossene Mittelhöhle im Oestertal nahe Plettenberg-Lettmecke im Sauerland. Die Höhle ist als Bodendenkmal, Naturschutzgebiet (NSG) und FFH-Gebiet mit einer Größe von 0,04 ha ausgewiesen.
Sie befindet sich in einem tief mitteldevonischen Korallenkalk.
Die Gesamtganglänge der Höhle beträgt 192 Meter. Die Höhe einzelner Hohlräume liegt zwischen 1,10 und 9 Meter. Die Höhle verläuft über drei Etagen. Der tiefste Punkt liegt bei 21 Meter unter dem Eingangsniveau. Der Höhleneingang befindet sich 20 Meter über der Talsohle, hat eine Breite von etwa 1 Meter und eine Höhe von 1,80 Meter.
In einer Halle, die nach dem Eingangsbereich, der teilweise gewunden und eng ist, erreicht wird, finden sich Tropfsteinbildungen, größere Stalaktiten und einzelne Stalagmiten. Im unteren Höhlenbereich tritt Grundwasser zu Tage.
Die Höhle ist Lebensraum des Höhlenkrebses Niphargus fontanus.

## Geschichte
1934 entdeckten Bernhard Klein und Heinrich Decker aus Plettenberg-Oesterau die Höhle und erschlossen sie in den folgenden Jahren. Von 1934 bis 1942 führten sie gemeinsam systematische Untersuchungen durch. Ab 1942 setzte Bernhard Klein die Erschließung der Höhle alleine fort, da Heinrich Decker nicht aus dem Krieg zurückgekehrt war. Erst im Dezember 1949 erfolgten erstmals wissenschaftliche Untersuchungen durch Professor Franz Lotze (1903–1971) aus Münster. Eine genaue Vermessung der Heinrich-Bernhard-Höhle mit Grundrisserstellung erfolgte 1988 durch Mitglieder der Arbeitsgemeinschaft (ArGe) Höhle und Karst aus Hemer.
Die Höhle, die zuvor Romberg-Höhle hieß, wurde 1951 nach den Vornamen ihrer Entdecker in Heinrich-Bernhard-Höhle umbenannt.
Um die Höhle vor Beschädigungen zu schützen, wurde sie Mitte der 1980er Jahre mit einer starken Metalltür verschlossen. Lediglich für Fledermäuse ist die Höhle noch frei zugänglich.

## Schutzausweisungen
Das Heinrich-Bernhard-Höhle wurde 1985 vom Kreistag des Märkischen Kreises mit dem Landschaftsplan Nr. 1 (Plettenberg-Herscheid-Neuenrade) als Naturdenkmal ausgewiesen. Am 2. Oktober 2000 erfolgte eine Eintragung der Heinrich-Bernhard-Höhle in der Liste der Bodendenkmäler der Stadt Plettenberg als paläontologisches Bodendenkmal. 2004 wurde die Höhle auch als FFH-Gebiet ausgewiesen. Mit der 2. Änderung des Landschaftsplanes Nr. 1 „Plettenberg-Herscheid-Neuenrade“ vom 5. Dezember 2012 wurde die Naturhöhle nicht mehr als Naturdenkmal, sondern als „Naturschutzgebiet Heinrich-Bernhard-Höhle“ ausgewiesen.

## Schutzzweck
Das Naturschutzgebiet wurde zur Erhaltung und Entwicklung einer natürlichen Kalksteinhöhle mit ihrer speziell angepassten Fauna und der die Höhle umgebenden Rotbuchenwälder ausgewiesen. Wie bei anderen Naturschutzgebieten in Deutschland wurde in der Schutzausweisung darauf hingewiesen, dass das Gebiet „wegen der landschaftlichen Schönheit und Einzigartigkeit“ zum Naturschutzgebiet wurde.
Unter Besondere Verbote wurde im Landschaftsplan aufgeführt „die bodenständigen Waldbereiche (Hainsimsen-Buchenwald und Waldmeister-Buchenwald) forstlich zu nutzen“.